# Thysanoessa macrura
Thysanoessa macrura is een krillsoort uit de familie van de Euphausiidae. De wetenschappelijke naam van de soort is voor het eerst geldig gepubliceerd in 1883 door G. O. Sars.